# Науризбай-батира
Науризба́й-ба́тира (каз. Наурызбай батыр) — село у складі Бурабайського району Акмолинської області Казахстану. Входить до складу Зеленоборського сільського округу.
Населення — 548 осіб (2021; 744 у 2009, 1056 у 1999, 1469 у 1989).
Національний склад станом на 1989 рік:
- казахи — 49 %;
- росіяни — 26 %.

У радянські часи село називалося Щорс.